# Гальего, Фернандо

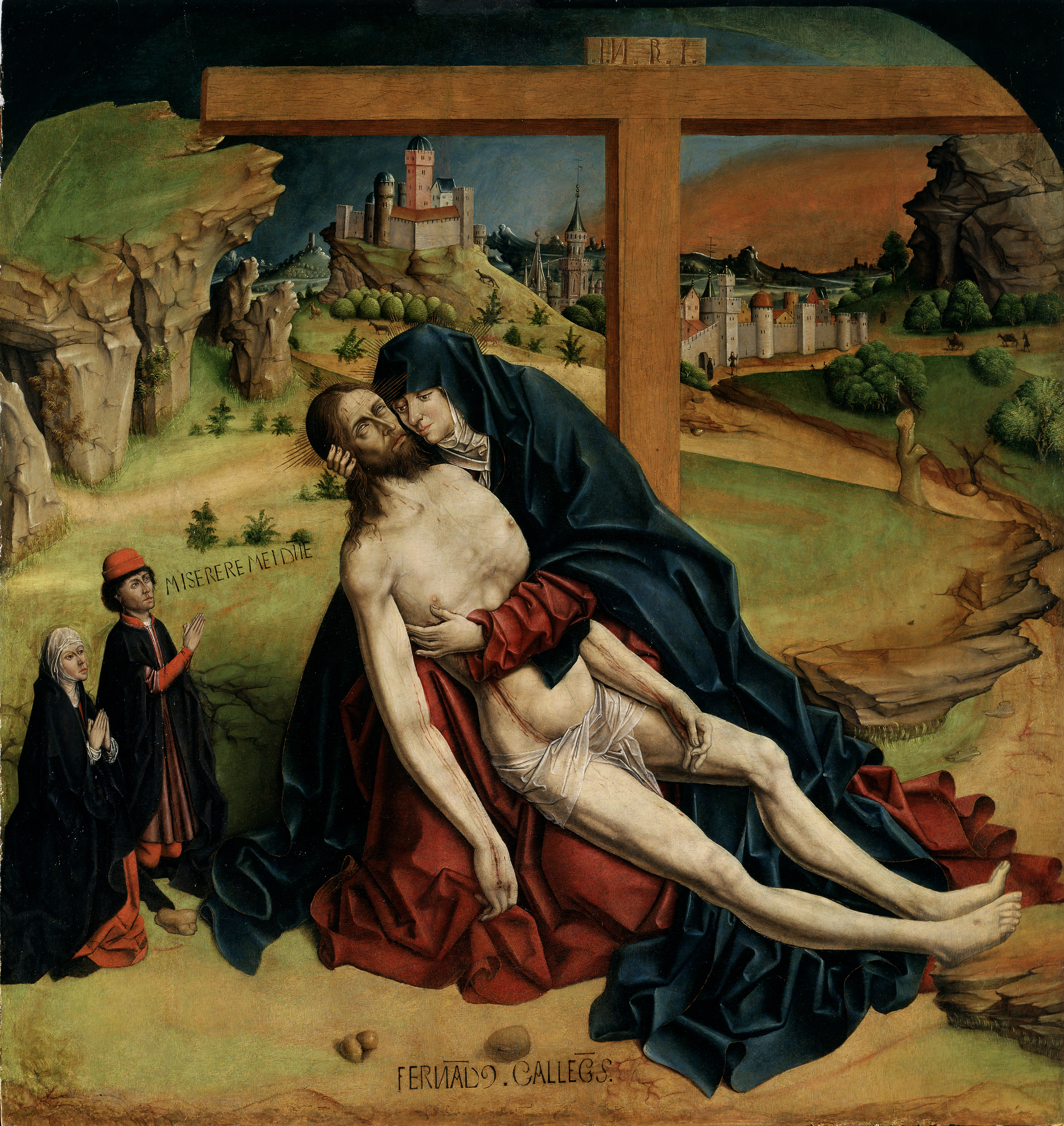
Сострадание, масло и темпера на сосновой доске, 117,8 х 111 см, Мадрид, Музей Прадо. Это одна из трёх сохранившихся работ, подписанных художником, которая стала отправной точкой для установления его стиля.

Фернандо Гальего (исп. Fernando Gallego; 1440[…], Саламанка, Кастилия и Леон — 1507[…], Саламанка, Кастилия и Леон) — испанский готический художник, самый выдающийся представитель испано-фламандского стиля в Саламанке и в зоне его влияния.

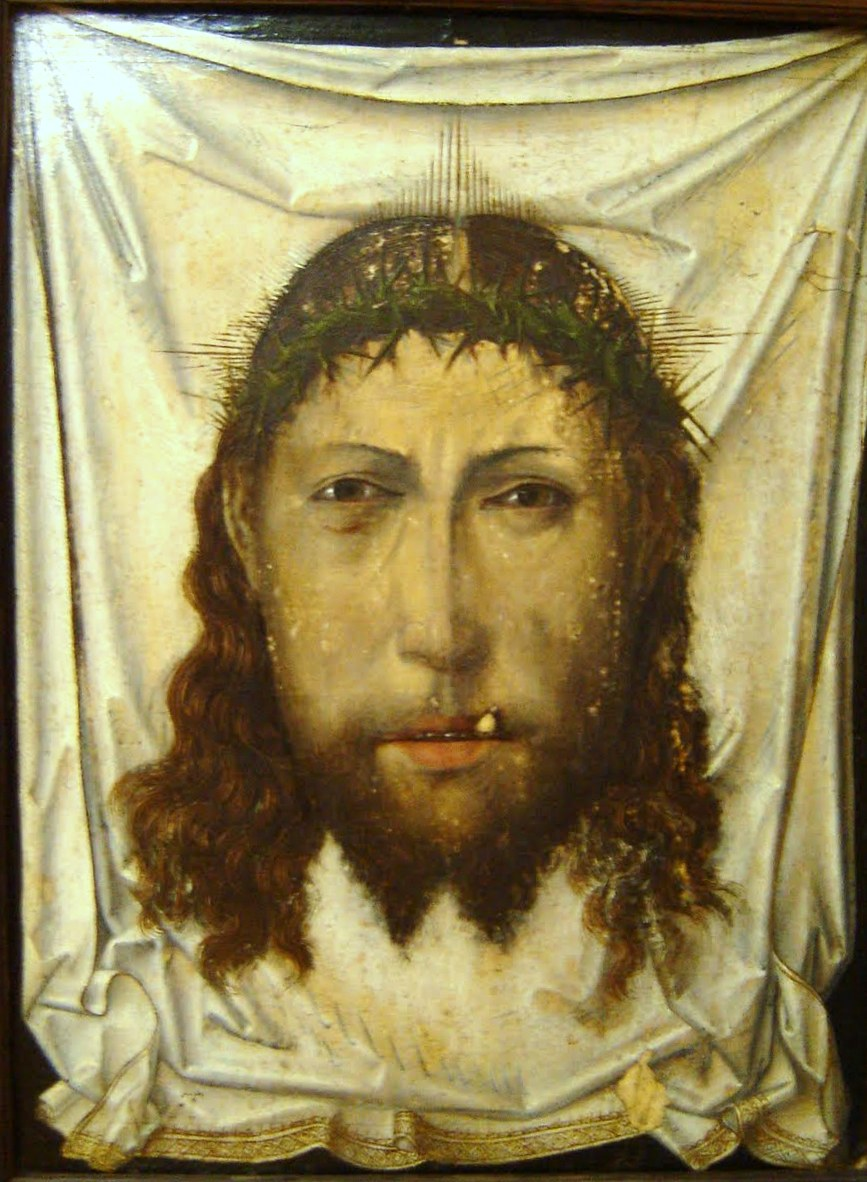
Святой лик, приписываемый фламандскому или испанскому художнику XV века. Пол Кореманс считает, что автором является Фернандо Гальего.

## Биография
Скудная информация не позволяют нам узнать ни место, ни дату его рождения, которое, как предполагается, произошло в Саламанке около 1440 года. Ничего не известно о его обучении и ранних годах, но стиль его работ показывает, что в ранние годы (Пьета в музее Прадо) он был подвержен уже несколько архаичному влиянию международной готики и был обязан Делло Делли и Николасу Флорентино, авторам главного алтарного образа в Старом соборе Саламанки. Им он обязан идеализированной концепцией пейзажей, далёкой от того, что было сделано во Фландрии. Но его обучение было завершено, не покидая кастильско-леонской сферы, в кругу художника, который, на данный момент невозможно определить, был знаком с фламандским стилем, не исключая приближения к нему через изучение картин и гравюр этого происхождения, которые в изобилии прибывали в Кастилию.
Первое документальное упоминание, датированное 1468 годом, говорит о том, что он работал в соборе Пласенсии вместе с неизвестным художником по имени Хуан Фелипе. Тот факт, что в том году он уже мог самостоятельно заключать контракты, позволяет предположить, что ему было более двадцати пяти лет, и это единственные данные, на которые опирались для определения даты его рождения. В феврале 1473 года он заключил контракт с капитулом собора Кориа на выполнение шести алтарных картин, которые должны были быть закончены в течение года за 60 000 мараведи. Капитальные акты, которые включали соглашение, в котором Фрай Педро де Саламанка и Гарсия дель Барко были назначены арбитрами, считая их известными художниками, Фернандо Гальего назван «соседом Саламанки».
Следующая запись датируется 1486 годом, когда он записан в Сьюдад-Родриго, что совпадает с датами строительства главного алтарного образа собора, который должен был быть выполнен между 1480 и 1488 годами. Наконец, в июле 1507 года неизвестный художник по имени Педро де Толоса потребовал от университета Саламанки оплату за работу над трибуной университетской капеллы, которую он выполнил по контракту с «Эрнаном Гальего». Это последняя документальная запись о художнике, которому, согласно документу, было более шестидесяти лет и он занимался мелкой работой.

## Список работ
| Картина | Название                     | Год создания | Техника и размеры                  | Музей                                            |
|         | Сострадание                  | около 1470   | Дерево, темпера, 118 х 122 см      | Мадрид, Музей Прадо.                             |
|         | Поклонение волхвов           | около 1480   |                                    | Музей искусств Толидо                            |
|         | Мадонна католических королей | 1490—1495    | Дерево, темпера, 123 х 112 см      | Мадрид, Музей Прадо.                             |
|         | Благословение Христа         | около 1495   | Масло на панели, 169 х 132 см      | Мадрид, Музей Прадо.                             |
|         | Триптих Святой Екатерины     | неизвестно   | Масло на столе                     | Саламанка, Провинциальный музей изящных искусств |
|         | Бичевание Христа             | около 1506   | Дубовая панель, масло, 104 х 76 см | Саламанка, Епархиальный музей                    |